# Турдыев, Амин
Амин Турдыев (узб. Amin Turdiyev; 10 августа 1910, Ташкент — 13 марта 1978, Ташкент) — узбекский советский театральный деятель, актёр театра и кино, режиссёр, Народный артист Узбекской ССР (1955). Лауреат Государственной премии СССР в области литературы, искусства и архитектуры (1976).

## Биография
В 1927 году окончил Ташкентский педагогический институт.
В 1929 году был принят в Рабочий передвижной театр, с 1931 года играл в Театре им. Хамзы, вошёл в основную труппу в 1932—1933 гг. Затем в 1934—1937 годах работал как актёр, режиссёр и художественный руководитель в Самаркандском и Наманганском областных театрах. С 1937 года — снова в Театре им. Хамзы (1939—1951, 1952—1963 и 1967—1978 года.
Учился режиссуре во МХАТе (1947).
В 1951—1952 годах — главный режиссёр Андижанского театра, художественный руководитель ТЮЗа (1963-67).
С 1963 года — главный режиссёр ТЮЗа им. Ахунбабаева.
Актёрское мастерство ярко проявилось в интерпретации отрицательных и характерных персонажей. Уделял большое внимание внешнему виду, поведению и речи персонажей. Благодаря своим навыкам сценической речи долгие годы вёл радиожурнал «Табассум». Создал ряд запоминающихся персонажей в кино.

## Избранные театральные роли
- Шадрин («Человек с ружьём» Н. Погодина),
- Макар Дубрава (о. п. А. Корнейчука),
- Прохор Храпов («Васса Железнова» М. Горького),
- Турахан-бай («Путеводная звезда» К. Яшена),
- Заргаров («Больные зубы» А. Каххара),
- Линьков («Хозяин» Л. Соболева),
- Кассий («Юлий Цезарь» Шекспира),
- Вожак («Оптимистическая трагедия» В. Вишневского).

## Режиссёрские работы
- «Мать» Уйгуна (1943),
- «Полёт орла» Султанова (1942, совм. с И. Н. Берсеневым),
- «Новбахор» Уйгуна (1949, совм. с Д. Абидовым),
- «Шамсикамар» Аблиева (1955),
- «Рискованная шутка» Уйгуна (1944),
- «Дядя и племянник» Р. Бабаджана (1959) и др.

## Избранная фильмография
- 1967 — Войди в мой дом — эпизод
- 1959 — Фуркат — Беклярбек
- 1958 — Пламенные годы — Алиходжа
- 1955 — Встретимся на стадионе — Азимов
- 1954 — Новоселье — строитель-музыкант (нет в титрах)
- 1953 — Бай и батрак — Кадыркул, минбаши
- 1939 — Друзья встречаются вновь — шофёр Расул (нет в титрах)

## Издательства
- Ŭtkir Shokirov.Milliĭ teatrimiz namoi︠a︡ndalari: mŭʺzhaz izhodiĭ chizgilar.— "Toshkent islom universiteti" nashriëti, 2002.— 312с.